# Ренуар, Антуан-Огюстен
Антуан-Огюстен Ренуар, Антуан-Огюст Ренуар (фр. Antoine-Augustin Renouard; 1765—1853) — французский писатель

, библиограф

, книготорговец, типограф и политик.

## Биография

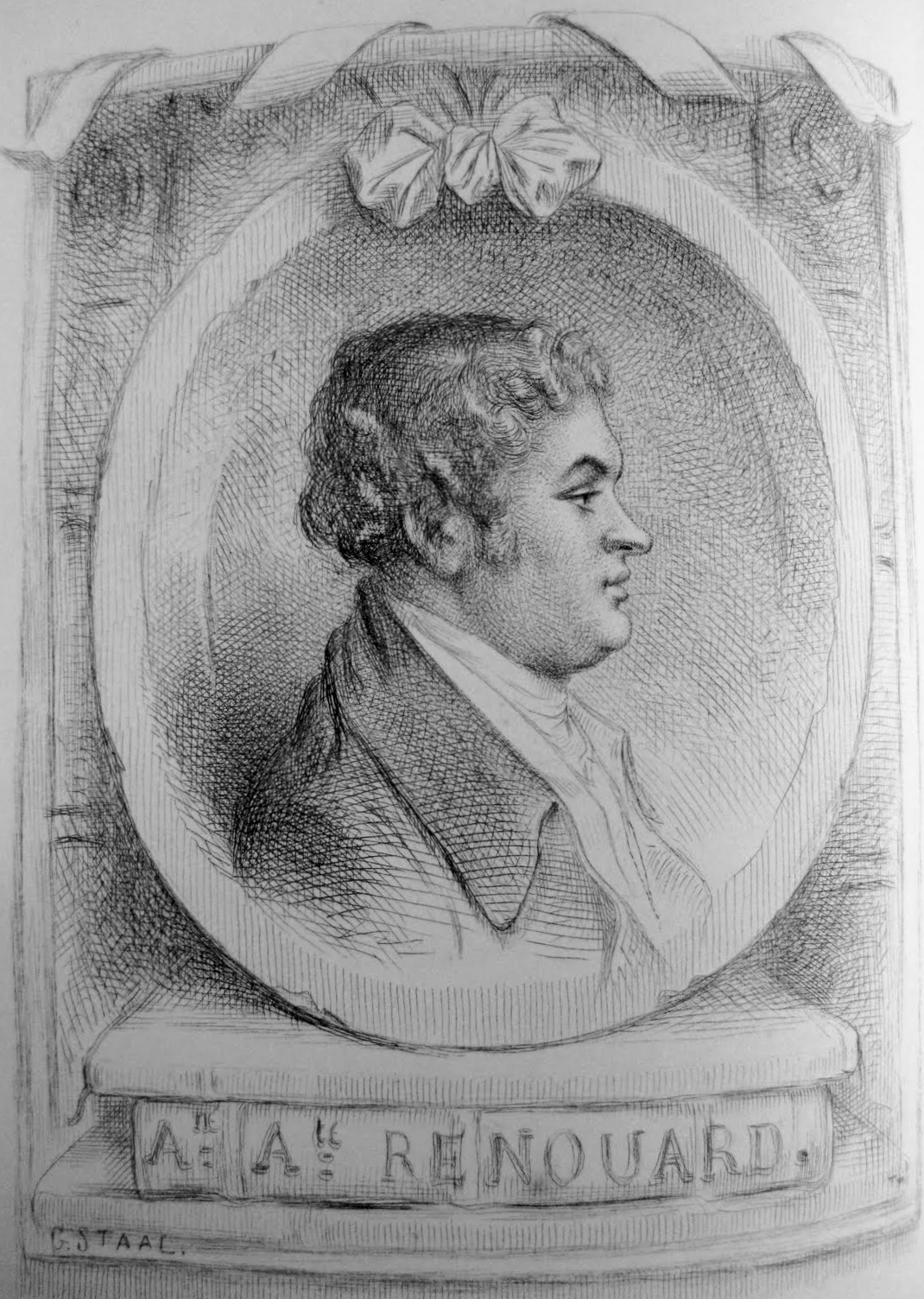
Антуан-Огюст Ренуар

Антуан-Огюстен Ренуар родился 21 сентября 1765 года в столице Французского королевства городе Париже. Его отец, Жак-Огюстен Ренуар (1736—1806), был торговцем и фабрикантом, родом из Гиза, который специализировался на производстве марли и шёлка на одной из фабрик в центре Парижа. В 1781 году он последовал в бизнес отца; они вместе работали на улице Сент-Аполлин, которая позже станет 2-м округом города.
Антуан-Огюстен Ренуар в первые годы был активным участником Великой французской революции; примкнув к якобинцам служил членом Генерального совета Парижской коммуны, а в 1793 году — гражданским комиссаром.
Ренуар начал карьеру книжного торговца и издателя в 1792 году, в то же время продолжая работать на семейных предприятиях по производству марли и шёлка примерно до 1797 года.

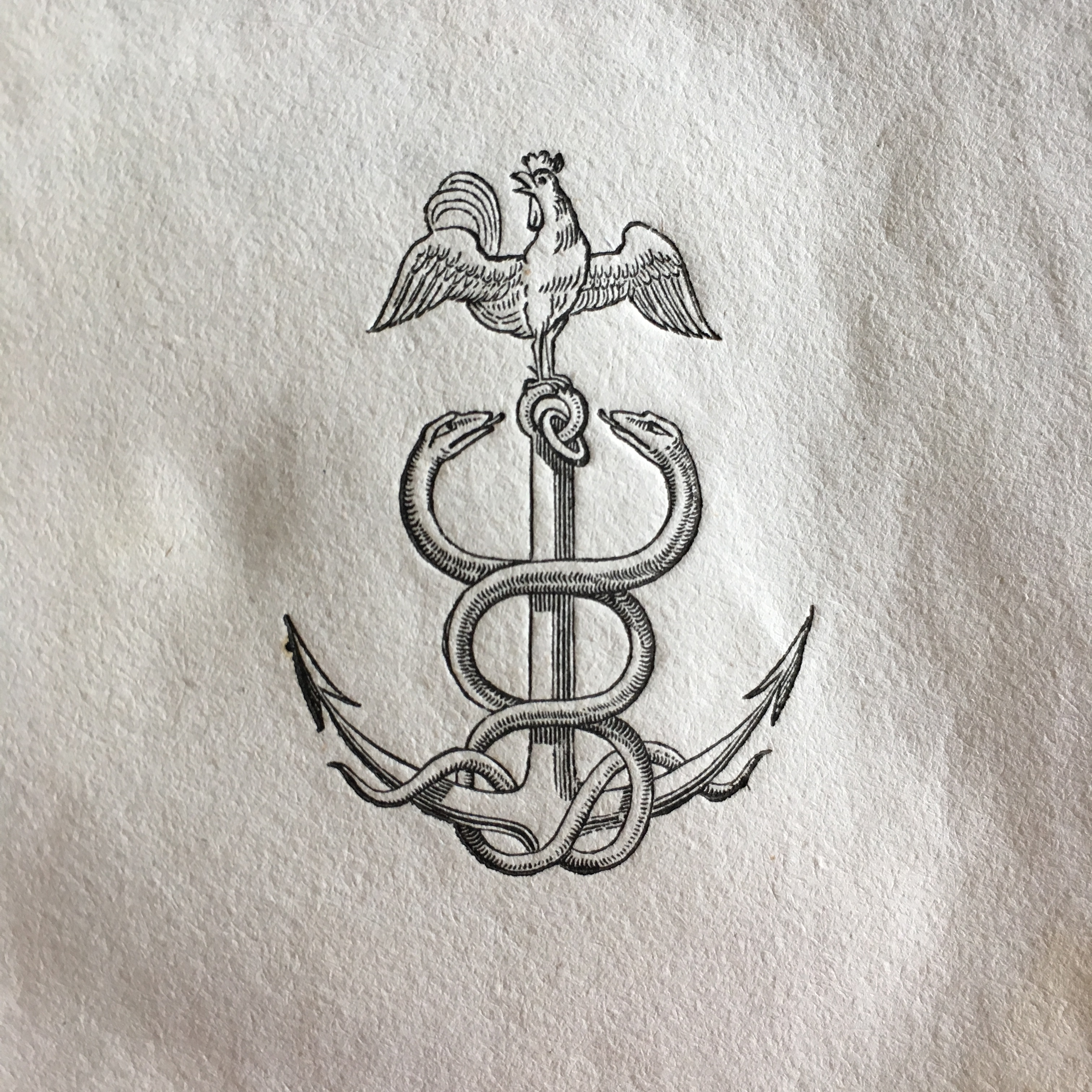
Товарный знак Ренуара

Его ранние публикации содержали работы как на латинском, так и на французском языках и отличались элегантностью и точностью. Многие из них были украшены гравюрами таких художников, как Жан-Мишель Моро, Александр-Жозеф Дезенн и Пьер-Поль Прюдон. В своем издательском бизнесе Ренуар использовал в качестве товарного знака патриотический образ петушка над якорем.
Его деловая карьера была прервана Термидорским переворотом в июле 1794 года, который привёл к казни революционного лидера Максимильена Робеспьера и к аресту большинства членов Парижской коммуны, включая и Ренуара. Он недавно женился, и его старший сын родился, когда он все ещё находился в тюрьме. Он был освобожден 3 декабря 1794 года, после чего, похоже, до 1830 года, полностью сосредоточился на своем книжном бизнесе, не проявляя политическую активность.
После того, как Июльская революция 1830 года во второй раз положила конец владычеству Бурбонов, Ренуар вернулся в большую политику, став мэром 11-го округа Парижа.
Антуан-Огюстен Ренуар скончался 15 декабря 1853 года в городке Сен-Валери-сюр-Сомм близ пролива Ла-Манш.
На протяжении своей жизни он собрал значительную коллекцию книг, первый каталог которой, в четырёх томах, издал в 1819 году. Второй каталог был опубликован уже после его смерти, в 1853 году, а в 1854 году коллекция была распродана.
Заслуги Ренуара перед отечеством были отмечены Орденом Почётного легиона.
Сын его, Огюстэн-Шарль Ренуар (1794—1878), был во время Третьей французской республики генеральным прокурором при кассационном суде.